# Mexico op het wereldkampioenschap voetbal 2006
Mexico zal tijdens het Wereldkampioenschap voetbal 2006 voor de dertiende keer in de geschiedenis deelnemen. De laatste keer dat Mexico het WK miste was in 1990. Daarna kwamen ze in alle edities in de tweede ronde om daar vervolgens te verliezen. Tot tweemaal toe wist Mexico de kwartfinale te bereiken. Dit gebeurde voor de eerste keer in 1970 en werd herhaald in 1986, toen het toernooi in eigen land werd gehouden.

## Kwalificatie
Als lid van de CONCACAF diende Mexico een lange kwalificatieprocedure te doorstaan. Via de tweede voorronde en de halve finaleronde waarin de vier aanwezige teams elkaar tweemaal ontmoetten kwam het in de finaleronde terecht. De zes daarin vertegenwoordigde landen troffen elkaar eveneens eenmaal thuis en eenmaal uit. Een plaats bij de eerste drie was vereist voor kwalificatie, een eventuele vierde plaats zou een play-offduel opleveren met een Aziatisch land.
Mexico begon de kwalificatiereeks voor het WK in de tweede voorronde, waarin het Dominica ontmoette, dat in de eerste voorronde te sterk bleek voor de Bahama's. Al snel bleek dat Mexico geen partij had aan Dominica, de wedstrijden eindigden dan ook in grote overwinningen van 0-10 en 8-0. De halve finaleronde leverde eveneens geen problemen op. In een groep met Trinidad en Tobago, Saint Vincent en de Grenadines en met Saint Kitts en Nevis werden alle zes de wedstrijden gewonnen, waarvan de meeste met ruime cijfers.
Souverein doorstond Mexico ook de finaleronde, waarin het samen met de Verenigde Staten de dienst uitmaakte. Een plek bij de eerste drie was dan ook al snel vergeven. De enige smetjes op de kwalificatie van Mexico waren een 2-0 nederlaag tegen de Verenigde Staten, een 2-1 nederlaag tegen Trinidad en Tobago en een 1-1 gelijkspel tegen Panama.

### Wedstrijden

#### Voorronde
| 19 juni, 2004 | Dominica | 0 – 10 | Mexico   |
| 27 juni, 2004 | Mexico   | 8 – 0  | Dominica |

#### Halve finaleronde
| 8 september, 2004 | Trinidad en Tobago             | 1 – 3 | Mexico                         |
| 6 oktober, 2004   | Mexico                         | 7 – 0 | Saint Vincent en de Grenadines |
| 10 oktober, 2004  | Saint Vincent en de Grenadines | 0 – 1 | Mexico                         |
| 13 oktober, 2004  | Mexico                         | 3 – 0 | Trinidad en Tobago             |
| 13 november, 2004 | Saint Kitts en Nevis           | 0 – 5 | Mexico                         |
| 17 november, 2004 | Mexico                         | 8 – 0 | Saint Kitts en Nevis           |

| Team                           | Pts | Pld | W | D | L | GF | GA | GD  |
| ------------------------------ | --- | --- | - | - | - | -- | -- | --- |
| Mexico                         | 18  | 6   | 6 | 0 | 0 | 27 | 1  | +26 |
| Trinidad en Tobago             | 12  | 6   | 4 | 0 | 2 | 12 | 9  | +3  |
| Saint Vincent en de Grenadines | 6   | 6   | 2 | 0 | 4 | 5  | 12 | -7  |
| Saint Kitts en Nevis           | 0   | 6   | 0 | 0 | 6 | 2  | 24 | -22 |

#### Finaleronde
| 9 februari, 2005  | Costa Rica         | 1 – 2 | Mexico             |
| 26 maart, 2005    | Mexico             | 2 – 1 | Verenigde Staten   |
| 30 maart, 2005    | Panama             | 1 – 1 | Mexico             |
| 4 juni, 2005      | Guatemala          | 0 – 2 | Mexico             |
| 8 juni, 2005      | Mexico             | 2 – 0 | Trinidad en Tobago |
| 17 augustus, 2005 | Mexico             | 2 – 0 | Costa Rica         |
| 3 september, 2005 | Verenigde Staten   | 2 – 0 | Mexico             |
| 7 september, 2005 | Mexico             | 5 – 0 | Panama             |
| 8 oktober, 2005   | Mexico             | 5 – 2 | Guatemala          |
| 12 oktober, 2005  | Trinidad en Tobago | 2 – 1 | Mexico             |

| Team               | Pts | Pld | W | D | L | GF | GA | GD  |
| ------------------ | --- | --- | - | - | - | -- | -- | --- |
| Verenigde Staten   | 22  | 10  | 7 | 1 | 2 | 16 | 6  | +10 |
| Mexico             | 22  | 10  | 7 | 1 | 2 | 22 | 9  | +13 |
| Costa Rica         | 16  | 10  | 5 | 1 | 4 | 15 | 14 | +1  |
| Trinidad en Tobago | 13  | 10  | 4 | 1 | 5 | 10 | 15 | -5  |
| Guatemala          | 11  | 10  | 3 | 2 | 5 | 16 | 18 | -2  |
| Panama             | 2   | 10  | 0 | 2 | 8 | 4  | 21 | -17 |

## Groep D
De grootste verrassing van de kwalificatie was Angola, dat te sterk was voor Nigeria. Het land had vanaf de jaren zestig tot en met 2002 oorlog gekend en kwalificatie voor het grootste voetbaltoernooi was een welkome opsteker. De eerste wedstrijd was tegen de voormalige kolonisator Portugal, een vriendschappelijke wedstrijd liep ooit volledig uit de hand. Het werd al snel 1-0 door een doelpunt van Pauleta, Portugal was veel sterker vooral dankzij de opgefleurde veteraan Luis Figo, maar verder hield Angola de schade beperkt. Tegen Mexico bleef het 0-0. Een stunt was in de maak toen Angola met 1-0 voor kwam tegen het al uitgeschakelde Iran en aangezien Mexico met 2-1 achter stond tegen het al geplaatste Portugal had Angola nog twee doelpunten nodig om opnieuw voor een stunt te zorgen. Het sprookje ging echter uit toen Iran gelijk maakte en Mexico en Portugal gingen door naar de achtste finales.
| Land     | Wed | Win | Gel | Ver | DV | DT | +/− | Pnt |
| -------- | --- | --- | --- | --- | -- | -- | --- | --- |
| Portugal | 3   | 3   | 0   | 0   | 5  | 1  | 4   | 9   |
| Mexico   | 3   | 1   | 1   | 1   | 4  | 3  | 1   | 4   |
| Angola   | 3   | 0   | 2   | 1   | 1  | 2  | –1  | 2   |
| Iran     | 3   | 0   | 1   | 2   | 2  | 6  | –4  | 1   |

|                                               |                          |       |                  |                                                                                     |
| 11 juni 2006 «onderlinge duels» 18:00 (UTC+2) | Mexico                   | 3 – 1 | Iran             | easyCredit-Stadion, Neurenberg Toeschouwers: 41.000 Scheidsrechter: Roberto Rosetti |
| 11 juni 2006 «onderlinge duels» 18:00 (UTC+2) | Bravo 28', 76' Sinha 79' |       | 36' Golmohammadi | easyCredit-Stadion, Neurenberg Toeschouwers: 41.000 Scheidsrechter: Roberto Rosetti |

|                                               |        |            |          |                                                                                  |
| 11 juni 2006 «onderlinge duels» 21:00 (UTC+2) | Angola | 0 – 1      | Portugal | RheinEnergieStadion, Keulen Toeschouwers: 45.000 Scheidsrechter: Jorge Larrionda |
| 11 juni 2006 «onderlinge duels» 21:00 (UTC+2) |        | 4' Pauleta |          | RheinEnergieStadion, Keulen Toeschouwers: 45.000 Scheidsrechter: Jorge Larrionda |

|                                               |        |       |        |                                                                         |
| 16 juni 2006 «onderlinge duels» 21:00 (UTC+2) | Mexico | 0 – 0 | Angola | AWD-Arena, Hannover Toeschouwers: 43.000 Scheidsrechter: Shamsul Maidin |
| 16 juni 2006 «onderlinge duels» 21:00 (UTC+2) |        |       |        | AWD-Arena, Hannover Toeschouwers: 43.000 Scheidsrechter: Shamsul Maidin |

|                                               |                                |       |      |                                                                               |
| 17 juni 2006 «onderlinge duels» 15:00 (UTC+2) | Portugal                       | 2 – 0 | Iran | Commerzbank-Arena, Frankfurt Toeschouwers: 48.000 Scheidsrechter: Éric Poulat |
| 17 juni 2006 «onderlinge duels» 15:00 (UTC+2) | Deco 63' C. Ronaldo 80' (pen.) |       |      | Commerzbank-Arena, Frankfurt Toeschouwers: 48.000 Scheidsrechter: Éric Poulat |

|                                               |                             |       |             |                                                                                |
| 21 juni 2006 «onderlinge duels» 16:00 (UTC+2) | Portugal                    | 2 – 1 | Mexico      | Veltins-Arena, Gelsenkirchen Toeschouwers: 52.000 Scheidsrechter: Ľuboš Micheľ |
| 21 juni 2006 «onderlinge duels» 16:00 (UTC+2) | Maniche 6' Simão 24' (pen.) |       | 29' Fonseca | Veltins-Arena, Gelsenkirchen Toeschouwers: 52.000 Scheidsrechter: Ľuboš Micheľ |

|                                               |                    |       |            |                                                                          |
| 21 juni 2006 «onderlinge duels» 16:00 (UTC+2) | Iran               | 1 – 1 | Angola     | Zentralstadion, Leipzig Toeschouwers: 38.000 Scheidsrechter: Mark Shield |
| 21 juni 2006 «onderlinge duels» 16:00 (UTC+2) | Bakhtiarizadeh 75' |       | 60' Flávio | Zentralstadion, Leipzig Toeschouwers: 38.000 Scheidsrechter: Mark Shield |

### Achtste finale
24 juni 2006
| Argentinië | 2 - 1 | Mexico | Zentralstadion, Leipzig |

## Wedstrijden gedetailleerd
WK voetbal 2006 (Groep D) Mexico - Iran
WK voetbal 2006 (Groep D) Mexico - Angola
WK voetbal 2006 (Groep D) Portugal - Mexico
WK voetbal 2006 (1/8e finale) Argentinië - Mexico
FMF · A-internationals · Selecties · Bondscoaches · Statistieken · Mexicaans vrouwenelftal · Olympisch elftal · Mexico U21 · Mexico U20 · Mexico U19 · Mexico U18 · Mexico U17
1920 – 1949 ·
1950 – 1969 ·
1970 – 1979 ·
1980 – 1989 ·
1990 – 1999 ·
2000 – 2009 ·
2010 – 2019 ·
2020 – 2029
Copa América 1993 ·
Copa América 1995 ·
Copa América 1997 ·
Copa América 1999 ·
Copa América 2001 ·
Copa América 2004 ·
Copa América 2007 ·
Copa América 2011 ·
Copa América 2015 · 
Copa América 2016
WK 1930 ·
WK 1950 ·
WK 1954 ·
WK 1958 ·
WK 1962 ·
WK 1966 ·
WK 1970 ·
WK 1978 ·
WK 1986 ·
WK 1994 ·
WK 1998 ·
WK 2002 ·
WK 2006 ·
WK 2010 ·
WK 2014 · 
WK 2018
OS 1928 ·
OS 1948 ·
OS 1964 ·
OS 1968 ·
OS 1972 ·
OS 1976 ·
OS 1992 ·
OS 1996 ·
OS 2004 ·
OS 2012 ·
OS 2016 ·
OS 2020
1923 ·
1924–1927 ·
1928 ·
1929 ·
1930 ·
1931–1933 ·
1934 ·
1935 ·
1936 ·
1937 ·
1938 ·
1939–1946 ·
1947 ·
1948 ·
1949 ·
1950 ·
1951 ·
1952 ·
1953 ·
1954 ·
1955 ·
1956 ·
1957 ·
1958 ·
1959 ·
1960 ·
1961 ·
1962 ·
1963 ·
1964 ·
1965 ·
1966 ·
1967 ·
1968 ·
1969 ·
1970 · 
1971 · 
1972 · 
1973 · 
1974 · 
1975 · 
1976 · 
1977 · 
1978 · 
1979 · 
1980 · 
1981 · 
1982 · 
1983 · 
1984 · 
1985 · 
1986 · 
1987 · 
1988 · 
1989 · 
1990 · 
1991 · 
1992 · 
1993 · 
1994 · 
1995 · 
1996 · 
1997 · 
1998 · 
1999 · 
2000 · 
2001 · 
2002 · 
2003 · 
2004 · 
2005 · 
2006 · 
2007 · 
2008 · 
2009 · 
2010 · 
2011 · 
2012 · 
2013 · 
2014 · 
2015 · 
2016 ·
2017 ·
2018 ·
2019 ·
2020 ·
2021 ·
2022 ·
2023
Albanië ·
Algerije ·
Angola ·
Argentinië ·
Australië ·
België ·
Belize ·
Bermuda ·
Bolivia ·
Bosnië en Herzegovina ·
Brazilië ·
Bulgarije ·
Canada ·
Chili ·
China ·
Colombia ·
Congo-Kinshasa ·
Costa Rica ·
Cuba ·
Curaçao ·
DDR ·
Denemarken ·
Dominica ·
Duitsland ·
Ecuador ·
Egypte ·
El Salvador ·
Engeland ·
Estland ·
Fiji ·
Finland ·
Frankrijk ·
Gambia ·
Ghana ·
Griekenland ·
Guatemala ·
Guyana ·
Haïti ·
Honduras ·
Hongarije ·
Ierland ·
IJsland ·
Irak ·
Iran ·
Israël ·
Italië ·
Ivoorkust ·
Jamaica ·
Japan ·
Joegoslavië ·
Kameroen ·
Kroatië ·
Liberia ·
Luxemburg ·
Marokko ·
Martinique ·
Nederland ·
Nederlandse Antillen ·
Nicaragua ·
Nieuw-Zeeland ·
Nigeria ·
Noord-Ierland ·
Noord-Korea ·
Noorwegen ·
Oekraïne ·
Oezbekistan ·
Panama ·
Paraguay ·
Peru ·
Polen ·
Portugal ·
Qatar ·
Roemenië ·
Rusland ·
Saint Kitts en Nevis ·
Saint Vincent en de Grenadines ·
Saoedi-Arabië ·
Schotland ·
Senegal ·
Servië ·
Slovenië ·
Slowakije ·
Sovjet-Unie ·
Spanje ·
Suriname ·
Trinidad en Tobago ·
Tsjechië ·
Tsjecho-Slowakije ·
Tunesië ·
Uruguay ·
Venezuela ·
Verenigde Staten ·
Wales ·
Wit-Rusland ·
Zuid-Afrika ·
Zuid-Korea ·
Zweden ·
Zwitserland
Angola (2006) ·
Argentinië (2006) ·
Brazilië (1999) ·
Brazilië (2014) ·
Brazilië (2018) ·
Duitsland (2018) ·
Frankrijk (2010) ·
Iran (2006) ·
Kameroen (2014) ·
Kroatië (2014) ·
Nederland (2014) ·
Portugal (2006) ·
Uruguay (2010) ·
Zuid-Afrika (2010) ·
Zuid-Korea (2018) ·
Zweden (2018)
1. ↑  https://www.nieuwsblad.be/cnt/g7jt3pu0
2. ↑  https://www.nieuwsblad.be/cnt/gtptd5qt
3. ↑  https://www.theguardian.com/football/2001/nov/15/newsstory.sport13
4. ↑  https://www.trouw.nl/nieuws/portugal-heeft-weinig-moeite-met-angola~b40be0bc/
5. ↑  https://www.trouw.nl/nieuws/mexico-en-angola-komen-niet-tot-scoren~bcaec8c9/
6. ↑  http://www.chinadaily.com.cn/sports/2006-06/21/content_622865_2.htm